# Qantas
Qantas Airways é a maior empresa aérea australiana, e a terceira mais antiga do mundo, fundada em 1920, e começando a operar voos internacionais em 1935. O nome Qantas vem da sigla "QANTAS" que é o acrónimo de "Queensland and Northern Territory Aerial Services", a empresa é também chamada de "The Flying Kangaroo" ("O Canguru Voador"). Situa-se em Sydney, nos subúrbios de Mascot, e tem como o seu centro de operações o aeroporto de Sydney.

## História

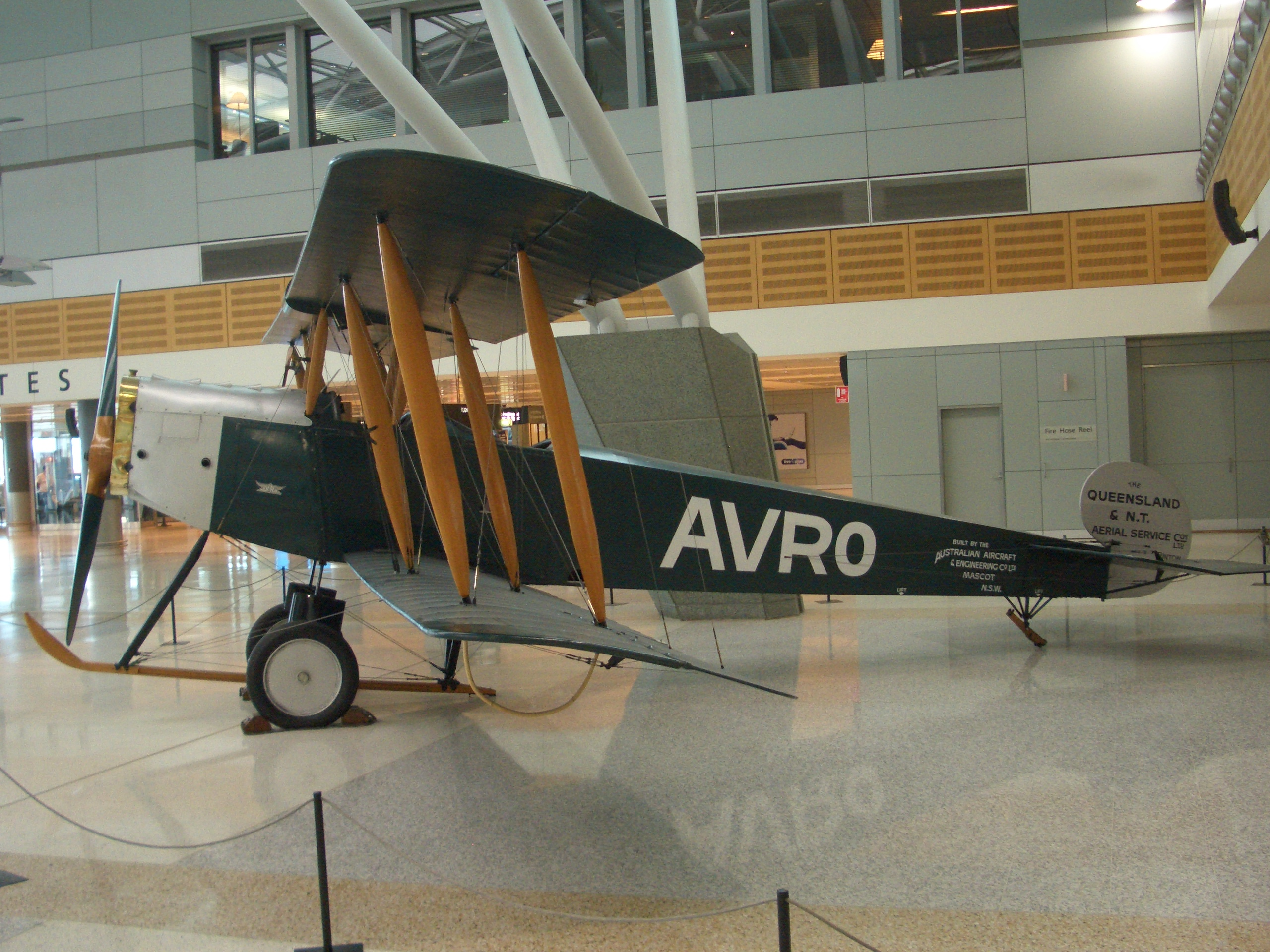
Avro 504 utilizado no início da companhia.

Formada em 1920, começou a operar com aviões biplanos Avro 504, recuperados das forças militares para fazer passeios turísticos destinados a apreciar as paisagens. Entretanto, passou a fazer voos de transporte de passageiros com aparelhos De Havilland 61.
Em 1928, foi a Qantas que iniciou um serviço aéreo de transportes de médicos para regiões mais longínquas e isoladas.
Em 1934, a companhia, em parceria com a Imperial Airways, iniciou as ligações com a Europa, através de Inglaterra. Ainda nesse ano, e de novo em parceria com a Imperial Airways, a Qantas iniciou o transporte de correio, fazendo a rota Brisbane-Londres a partir de Janeiro. Em Abril abriu a rota Brisbane-Singapura.
No final da década de 30, a Qantas começou também a utilizar hidroaviões nos trajectos para Londres, serviço que interrompeu em 1940, devido à Segunda Guerra Mundial. Durante esse conflito, a Qantas passou a fazer voos entre a Austrália e a África do Sul, assim como assegurou o transporte de tropas australianas. Após o final da guerra, a companhia começou também a utilizar aparelhos Lockheed Constellation, na nova rota para o aeroporto de Heathrow em Londres.

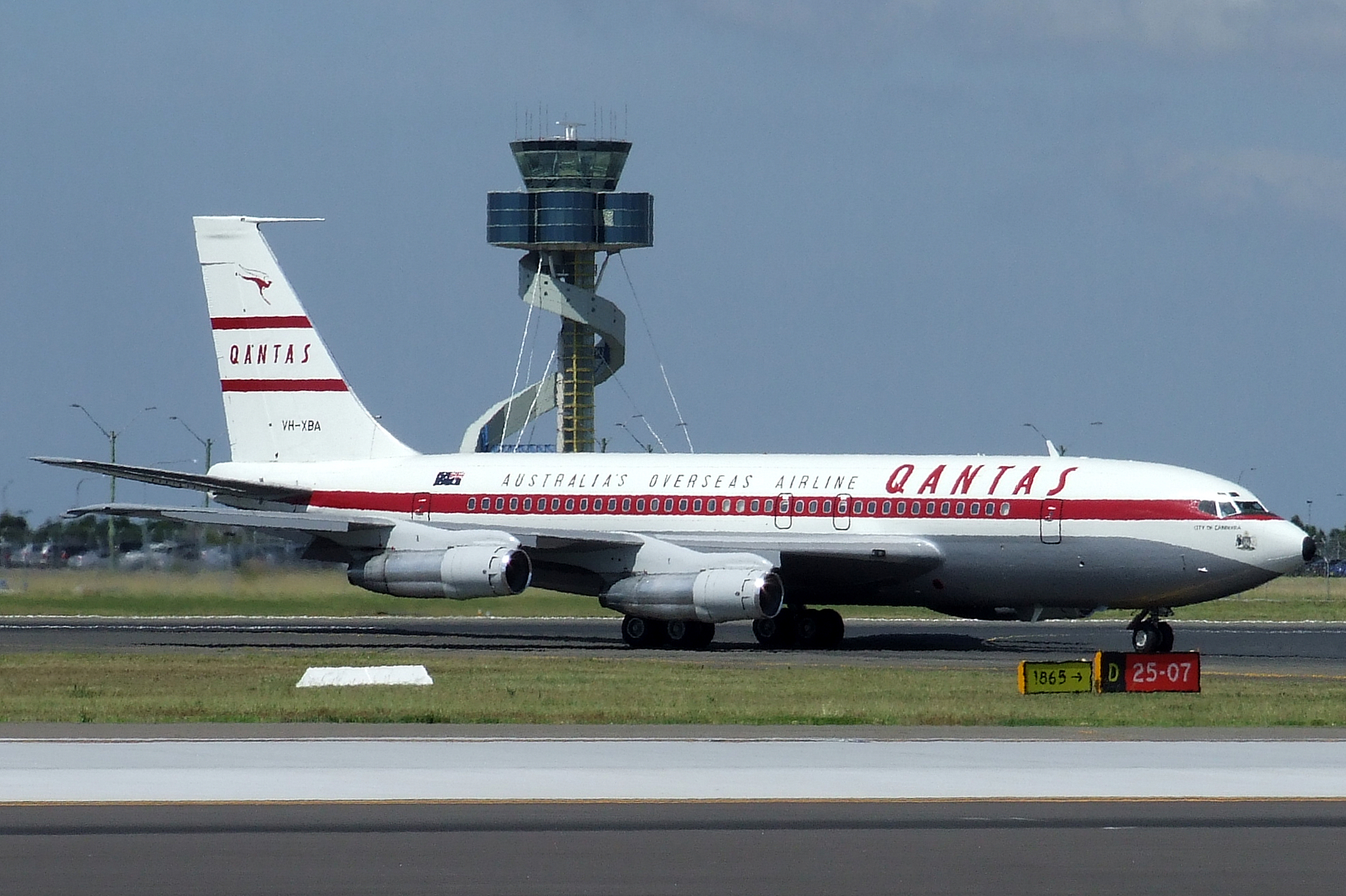
Primeiro Boeing 707 da Qantas.

Os aviões a jato entraram ao serviço da Qantas em 1959 com recurso aos Boeing 707-130. No início dos anos 70, a Qantas passou a utilizar os Boeing 747, os primeiros a ter desenhado um canguru na cauda do avião. A partir de então, estes aviões passaram a constituir a base da frota da Qantas, vocacionada para voos com destinos longínquos, dada a sua localização geográfica.
Nas rotas regionais, a Qantas tinha ao serviço os Airbus A300, que, em finais da década de 90, foram sendo substituídos pelos Boeing 767. Atualmente, para além das rotas nacionais, a Qantas voa para a Nova Zelândia, Tailândia, China, EUA, Japão, Alemanha, Zimbabwe, Indonésia, Reino Unido, Canadá, França e Brasil, entre outros destinos.
A companhia encomendou 12 A380, que vão operar nas rotas trans-pacífico entre Melbourne e Sydney até Los Angeles e Londres.

## Frota

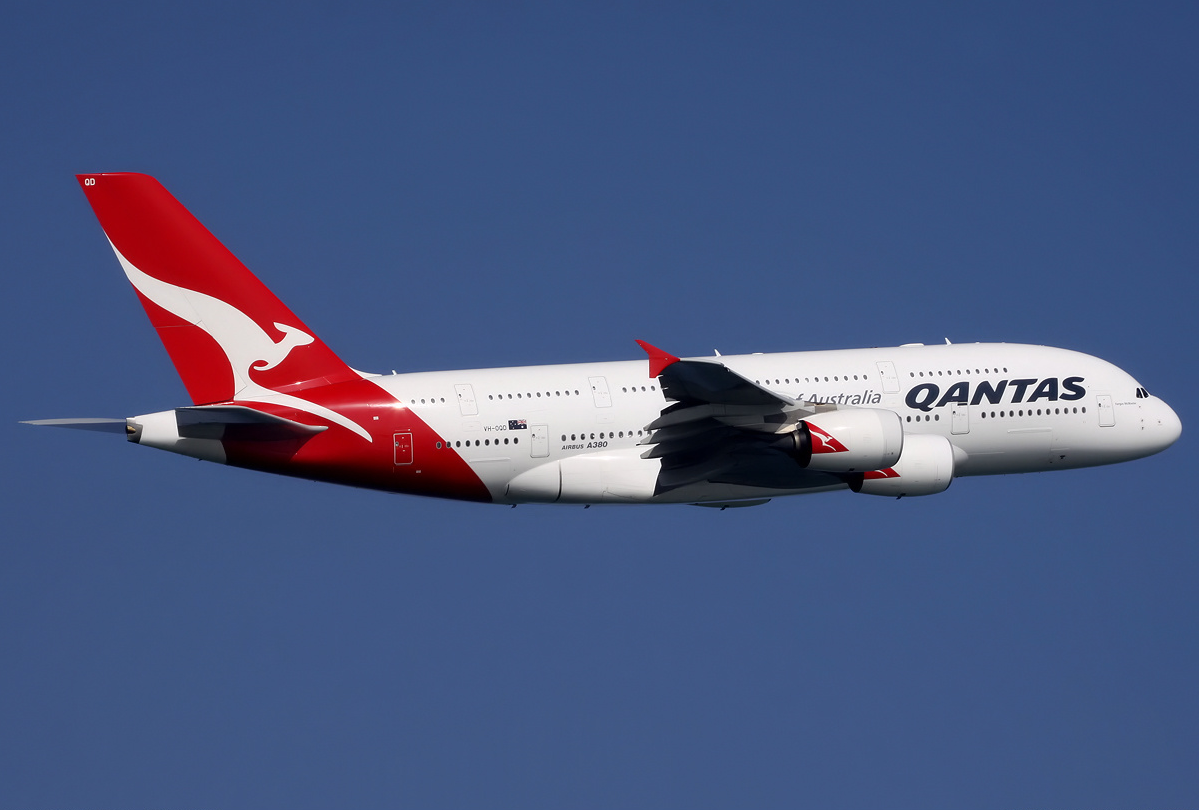
Airbus A380 da Qantas.

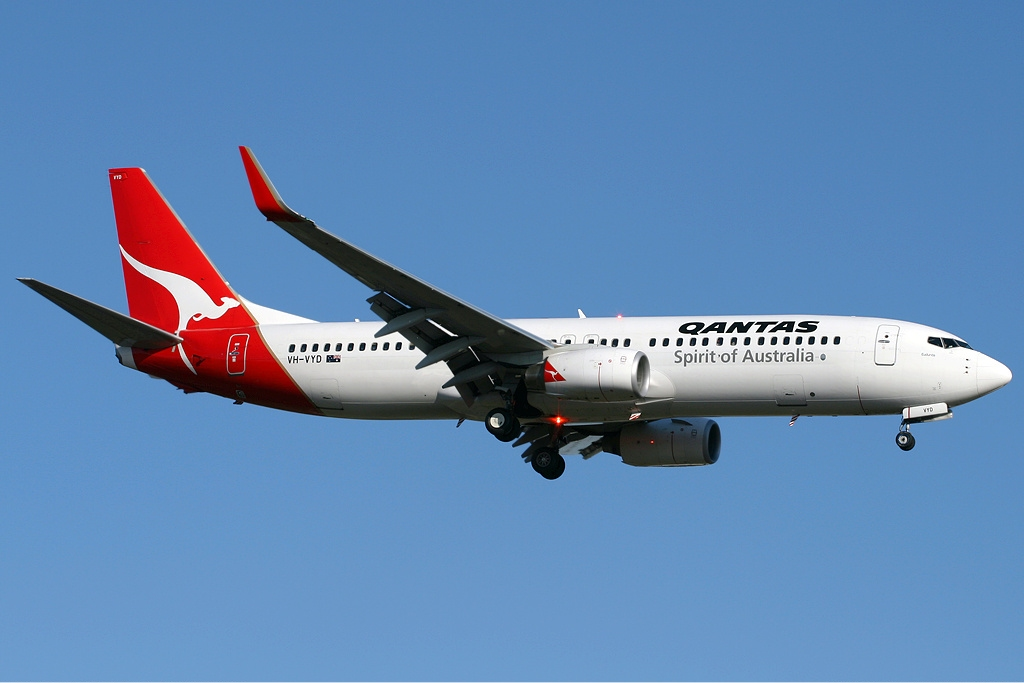
Boeing 737-800 da Qantas.

| Aeronaves       | Em serviço | Ordens | Passageiros | Passageiros | Passageiros | Passageiros | Passageiros | Notas                                              |
| Aeronaves       | Em serviço | Ordens | F           | J           | W           | Y           | Total       | Notas                                              |
| --------------- | ---------- | ------ | ----------- | ----------- | ----------- | ----------- | ----------- | -------------------------------------------------- |
| Airbus A330-200 | 18         | —      | —           | 27          | —           | 244         | 271         |                                                    |
| Airbus A330-200 | 18         | —      | —           | 28          | —           | 243         | 271         |                                                    |
| Airbus A330-300 | 10         | —      | —           | 28          | —           | 269         | 297         |                                                    |
| Airbus A380-800 | 12         | —      | 14          | 64          | 35          | 371         | 484         |                                                    |
| Boeing 737–800  | 74         | —      | —           | 12          | —           | 162         | 174         |                                                    |
| Boeing 777-8X   | 0          | 10     | —           | —           | —           | —           | —           | Encomenda provável para funcionamento em 2022/2023 |
| Boeing 787–9    | 11         | 3      | —           | 42          | 28          | 166         | 236         | Substituto dos 747-400                             |
| Total           | 125        | 13     |             |             |             |             |             |                                                    |

## Incidentes

### Voo 32
O Voo Qantas 32 (QF32) foi um voo programado para o Airbus A380 a partir de Heathrow, em Londres, com destino ao Aeroporto Kingsford Smith, Sydney, através do Aeroporto de Singapura, Changi Airport. Em 4 de novembro de 2010, o voo sofreu uma falha no motor não contida. O voo pousou em segurança novamente em Singapura. Embora ninguém no avião tenha sido prejudicado, duas pessoas em terra foram feridas por destroços.[carece de fontes?]

### Voo 72
O Voo 72 foi um voo programado entre as cidades de Singapura (Changi Int'l) a Perth, com o Airbus A330-301. O avião começou a fazer movimentos violentos em pleno ar. Um problema nos sensores externos confundiu os computadores de bordo. Primeiro, os sensores informaram que o avião estava subindo rápido demais e o computador de bordo logo abaixou o nariz do avião. Depois, os sensores informaram que o avião estava descendo rápido demais, e o computador de bordo levantou o nariz do avião. O comandante logo desligou o piloto automático e realizou um pouso forçado no aeroporto de Learmonth. Dos 315 passageiros, nenhum morreu, 115 sofreram ferimentos e 14 pessoas foram levadas a hospitais.